# Wiktor Wladimirowitsch Prschijalkowski
Wiktor Wladimirowitsch Prschijalkowski (russisch Виктор Владимирович Пржиялковский, englische Transkription Viktor Vladimirovich Przhijalkovskiy; * 2. März 1930 in Serpuchow, Russische SFSR, Sowjetunion; † 23. August 2016 in Moskau, Russland) war ein russisch-sowjetischer Computeringenieur.

## Leben
Prschijalkowski studierte am Moskauer Institut für Elektrotechnik mit dem Abschluss 1953. Danach war er am Speziellen Designbüro SDB 245 in deren Ableger Pensa, wo unter Leitung von Baschir Ramejew die ersten Ural Computer gebaut wurden. Prschijalkowski arbeitete zunächst an einem Spezialcomputer zur Modellierung von Öllagerstätten und danach am Spezialcomputer Granit für die Auswertung von Ballistischen Tests (Artillerie). 1956 bis 1959 arbeitete er an der ALU eines neuen Halbleiter-Computers in einem Forschungszentrum in Noginsk bei Moskau.
1959 zog er nach Minsk, wo er unter Georgi Pawlowitsch Lopato am Speziellen Designbüro (SDB, benannt nach G. Ordzhonikidze) an den neuen Computern der Minsk Serie arbeitete. Er war Hauptkonstrukteur von Minsk-2, der schon vollständig transistorisiert war und 1962 in Produktion ging. Er und sein Nachfolger Minsk-22 waren die ersten in Serie gebauten sowjetischen Computer auf Halbleiterbasis (von ihnen wurden 925 Exemplare gebaut).
1964 wurde er Chefingenieur und entwarf und baute die Computer Minsk-23, Minsk-32 und danach den ES-1020 der ES-Reihe. Der Minsk-23 war für Geschäftsanwendungen geplant und kam 1966 heraus. Er hatte fortschrittliche Merkmale wie Instruktionen mit variabler Wortlänge, Protected Memory, Multitasking. 1968 war der Entwurf des sehr populären Nachfolgers Minsk-32 fertig, von dem beinahe 3000 Stück produziert wurden. Für diese Minsk-Computer der 2. Generation (die damals bis 70 % der sowjetischen Produktion an universell verwendbaren Computern ausmachten) erhielt er mit dem gesamten Designteam 1970 den sowjetischen Staatspreis.
1968 wurde ein großangelegtes Programm für die zukünftige Computerproduktion in der Sowjetunion (außerhalb des militärisch-industriellen Komplexes) beschlossen, die ES-Linie von mit den IBM -Mainframes (System/360 und Nachfolger) kompatiblen Computern der 3. Generation. Auch die Produktion in Minsk wurde dem untergeordnet und das SDB ein Ableger des Moskauer SRIDEC. Prschijalkowski entwickelte dazu den ES-1020, einen kleineren Computer der Serie, dessen Produktion 1971 begann. Insgesamt wurden davon 756 Exemplare gebaut, davon 100 in Bulgarien.
Prschijalkowski wurde wissenschaftlicher stellvertretender Leiter am SRIDEC für die ES Computer (er leitete den Entwurf des ES-1050, der in Pensa produziert wurde) und außerdem Chefdesigner der Argon Serie von in der Weltraumfahrt eingesetzten Computern (Argon 15, 16). Außerdem war er im MSM Projekt eingebunden, dem Frühwarnsystem für die ballistische Raketenabwehr. Er war Leiter des internationalen Rats für die ES Entwicklung und daran bis 1990 beteiligt – die dritte Serie ES-3 folgte 1985 und die vierte ES-4 Anfang der 1990er Jahre.
1969 wurde er in Nowotscherkassk promoviert (Kandidatentitel) und 1983 habilitierte er sich (russischer Doktortitel). 1985 erhielt er eine Professur. 1983 wurde er Held der Sozialistischen Arbeit, 1977 erhielt er den Orden der Oktoberrevolution, 1983 den Leninorden und 1971 den Roten Banner der Arbeit. Er veröffentlichte über 100 wissenschaftliche Arbeiten, darunter vier Monographien über die Minsk und ES Computer.